# Středoevropský pohár dorostu v orientačním běhu
Středoevropský pohár dorostu v orientačním běhu (CEYOC - Central European Youth Orienteering Cup) je mezinárodní utkání dorostenců a dorostenek evropských zemí. První čtyři ročníky proběhly jako soutěž dorosteneckých výběrů účastnických států. Po dvouleté pauze způsobené pandemií covidu-19 je od roku 2022 utkání otevřené nejen pro národní výběry, ale pro všechny mladší a starší dorostence a dorostenky.       

## Seznam závodů Evropy
| Poř. | Rok        | Místo           | Datum                               |
| ---- | ---------- | --------------- | ----------------------------------- |
| 1.   | CEYOC 2016 | Hranice         | 2.–3. dubna                         |
| 2.   | CEYOC 2017 | Sobótka         | 31. března – 2. dubna               |
| 3.   | CEYOC 2018 | Csákvár         | 6.–8. dubna                         |
| 4.   | CEYOC 2019 | Háj ve Slezsku  | 5.–7. dubna                         |
| –    | CEYOC 2020 | Brno            | Zrušeno z důvodu pandemie covidu-19 |
| –    | CEYOC 2021 | Brno            | Zrušeno z důvodu pandemie covidu-19 |
| 5.   | CEYOC 2022 | Ogrodzieniec    | 1.–3. dubna                         |
| 6.   | CEYOC 2023 | Banská Bystrica | 30. března – 2. dubna               |
| 7.   | CEYOC 2024 | Csákvár         | 5.–7. dubna                         |
| 8.   | CEYOC 2025 | Žilina          | 4.–6. dubna                         |
| 9.   | CEYOC 2026 | Kroměříž        | 27.–29. března                      |